# Мисси, Ив
Ив Мисси (фр. Yves Missi; род. 14 мая 2004, Брюссель) — камерунский баскетболист клуба НБА «Нью-Орлеан Пеликанс».

## Ранние годы
Мисси родился 14 мая 2004 года в Бельгии, но вырос в камерунской столице Яунде. Он переехал в США в 2021 году и начал посещать академию Уэст Ноттингем в Мэриленде. Позже он перешёл в Пролифик Преп в Напе, штат Калифорния, и набирал в среднем 9,3 очка, 8,7 подбора и 1,3 блок-шота за игру. Пятизвездочный новобранец, который был высоко завербован и был оценен ESPN как второй лучший игрок в Калифорнии, 13-й лучший игрок в стране и третий лучший центровой.
Мисси играл на Nike Hoop Summit в 2023 году и выиграл The Grind Session World Championship с Пролифик Преп, заработав место на GEICO High School Nationals. Он также играл в юношеской элитной баскетбольной лиге Nike и в среднем набирал 12,7 очков, 9,9 подборов и 2,8 блок-шотов за игру с PSA Cardinals. Он решил играть в студенческом баскетболе за «Бэйлор Беарз» и переквалифицировался, чтобы иметь возможность присоединиться к ним в сезоне 2023/2024.

## Карьера в колледже
Мисси произвел впечатление в начале сезона 2023–24 в «Бэйлоре». После своего первого сезона он выставил свою кандидатуру на драфт НБА 2024 года и получил приглашение в грин-рум.

## Профессиональная карьера

### «Нью-Орлеан Пеликанс» (2024—н.в.)
26 июня 2024 года Мисси был выбран под 21-м номером командой «Нью-Орлеан Пеликанс» на драфте НБА 2024 года, а 8 июля подписал контракт с «Пеликанс».
23 октября Мисси дебютировал в НБА, набрав 12 очков, 7 подборов, 3 блок-шота, 1 результативную передачу и 1 перехват в победной игре против «Чикаго Буллз» (123:111).

## Личная жизнь
Мисси является гражданином Камеруна. Он также имеет право подать заявление на получение гражданства в Бельгии, где он родился.

## Статистика

### Статистика в НБА
| Сезон                                                                                    | Команда    | Регулярный сезон | Регулярный сезон | Регулярный сезон | Регулярный сезон | Регулярный сезон | Регулярный сезон | Регулярный сезон | Регулярный сезон | Регулярный сезон | Регулярный сезон | Регулярный сезон | Серия плей-офф | Серия плей-офф | Серия плей-офф | Серия плей-офф | Серия плей-офф | Серия плей-офф | Серия плей-офф | Серия плей-офф | Серия плей-офф | Серия плей-офф | Серия плей-офф |
| Сезон                                                                                    | Команда    | GP               | GS               | MPG              | FG%              | 3P%              | FT%              | RPG              | APG              | SPG              | BPG              | PPG              | GP             | GS             | MPG            | FG%            | 3P%            | FT%            | RPG            | APG            | SPG            | BPG            | PPG            |
| ---------------------------------------------------------------------------------------- | ---------- | ---------------- | ---------------- | ---------------- | ---------------- | ---------------- | ---------------- | ---------------- | ---------------- | ---------------- | ---------------- | ---------------- | -------------- | -------------- | -------------- | -------------- | -------------- | -------------- | -------------- | -------------- | -------------- | -------------- | -------------- |
| 2024/25                                                                                  | Нью-Орлеан | 73               | 67               | 26,8             | 54,7             | 0,0              | 62,3             | 8,2              | 1,4              | 0,5              | 1,3              | 9,1              | Не участвовал  | Не участвовал  | Не участвовал  | Не участвовал  | Не участвовал  | Не участвовал  | Не участвовал  | Не участвовал  | Не участвовал  | Не участвовал  | Не участвовал  |
|                                                                                          | Всего      | 73               | 67               | 26,8             | 54,7             | 0,0              | 62,3             | 8,2              | 1,4              | 0,5              | 1,3              | 9,1              | Не участвовал  | Не участвовал  | Не участвовал  | Не участвовал  | Не участвовал  | Не участвовал  | Не участвовал  | Не участвовал  | Не участвовал  | Не участвовал  | Не участвовал  |
| Наведите курсор мыши на аббревиатуры в заголовке таблицы, чтобы прочесть их расшифровку. |            |                  |                  |                  |                  |                  |                  |                  |                  |                  |                  |                  |                |                |                |                |                |                |                |                |                |                |                |

### Статистика в NCAA
| Сезон | Команда | Conf   | Class | GP | GS | MPG  | FG%  | 3P% | FT%  | RPG | APG | SPG | BPG | PPG  |
| --- | ------- | ------ | ----- | -- | -- | ---- | ---- | --- | ---- | --- | --- | --- | --- | ---- |
| 2023/24 | Бэйлор  | Big 12 | FR    | 34 | 32 | 22,9 | 61,4 | -   | 61,6 | 5,6 | 0,4 | 0,6 | 1,5 | 10,7 |
| Всего | Всего   | Всего  | Всего | 34 | 32 | 22,9 | 61,4 | -   | 61,6 | 5,6 | 0,4 | 0,6 | 1,5 | 10,7 |
| Наведите курсор мыши на аббревиатуры в заголовке таблицы, чтобы прочесть их расшифровку Статистика приведена с сайта sports-reference.com |         |        |       |    |    |      |      |     |      |     |     |     |     |      |